# Parafia św. Doroty w Dusznie
Parafia Świętej Doroty w Dusznie jest jedną z 12 parafii leżącą w granicach dekanatu trzemeszeńskiego. Erygowana w 1419 roku.
Kościół parafialny wybudowany w stylu neogotyckim, położony przy granicy Duszna i Wydartowa. Budynek jest murowany z cegły i powstał na miejscu poprzedniej, drewnianej śwątyni.

## Dokumenty
Księgi metrykalne: 
- ochrzczonych od 1945 roku
- małżeństw od 1945 roku
- zmarłych od 1945 roku